# SRH Klinikum Karlsbad-Langensteinbach
Das SRH Klinikum Karlsbad-Langensteinbach ist ein Akut- und Fachkrankenhaus südöstlich von Karlsruhe am Fuße des Nord-Schwarzwaldes gelegen. Es befindet sich im Ortsteil Langensteinbach der Gemeinde Karlsbad. Das Krankenhaus ist akademisches Lehrkrankenhaus der Ruprecht-Karls-Universität Heidelberg.

## Krankenbehandlung
Im Jahr 2022 wurden etwa 8.700 Patientinnen und Patienten stationär und ca. 30.000 ambulant behandelt. Die Einrichtung beschäftigt rund 1.200 Mitarbeitende. Das Klinikum wird geleitet vom Geschäftsführer Jörg Schwarzer, dem Ärztlichen Direktor Andreas Eichler und dem Pflegedirektor Markus Links. Das SRH Klinikum Karlsbad-Langensteinbach ist Mitglied der Initiative Qualitätsmedizin, der über 330 kommunale, freigemeinnützige, öffentlich-rechtliche, internationale und private Krankenhäuser sowie zahlreiche Universitätsklinika in Deutschland, Österreich und der Schweiz angehören.
Ein wichtiger medizinischer Schwerpunkt liegt auf der Behandlung von komplexen Wirbelsäulenerkrankungen und Deformitäten der Wirbelsäule, wie Skoliosen oder Kyphosen. Weitere medizinische Schwerpunkte sind neurologische, gefäßmedizinische und psychische Erkrankungen. Das Klinikum verwaltet eine eigene Gesundheits- und Krankenpflegeschule.
Das SRH Klinikum Karlsbad-Langensteinbach ist eines von 16 Krankenhäusern der SRH Gesundheit GmbH in Baden-Württemberg und Thüringen. Der Unternehmensverbund steht im Eigentum der SRH Holding.

## Geschichte
Mitte November 1964 begannen die Aushubarbeiten für das im Auftrag der Bibelkonferenzstätte Langensteinbacher Höhe geplante Spezialkrankenhaus für Rehabilitation und Chronisch Kranke. Am 20. April 1968 wurde der erste Teil des Krankenhauses mit 75 Betten, am 6. November 1968 das Gesamtkrankenhaus mit über 350 Betten eröffnet. Die Gesamtkosten für den damaligen Bau lagen bei 27,6 Millionen Deutsche Mark. Am 1. Oktober 1970 wurde das Krankenhaus vom neuen Träger „Berufsförderungswerk Heidelberg“ übernommen. Es trug nun den Namen „Südwestdeutsches Rehabilitationskrankenhaus Langensteinbach“. Bis 1977 wurden drei weitere Gebäude fertiggestellt. Neben dem neuen Hauptgebäude entstanden ein Schwimmbad, eine Sporthalle sowie Krankengymnastiksäle. In dieser Zeit entstanden auch die Wohnheime, die bis heute Auszubildenden, Angehörigen und Patienten zur Verfügung stehen. Seit 1996 firmiert das Karlsbader Krankenhaus unter dem Namen SRH Klinikum Karlsbad-Langensteinbach GmbH. Am 19. Oktober 2001 wurde ein weiteres Bettenhaus eingeweiht. Im Juli 2011 wurde die neue Zentrale Aufnahme mit integrierter Notfallversorgung eröffnet. Dazu gehörte auch die Fertigstellung eines neuen Hubschrauberlandeplatzes auf dem Dach des Krankenhauses. Seit 2016 verfügt das Krankenhaus über ein Herzkatheter-Labor. Seit 2017 kommt in der Klinik der Ganzkörperscan EOS zum Einsatz, der eine 3D-Ganzkörperdarstellung von Knochenstrukturen in natürlicher Haltung unter reduzierter Strahlenbelastung ermöglicht. Am 25. Juni 2019 wurde der Neubau der Psychiatrie eröffnet. Das Haus der Neurologie wurde im Jahr 2022 vollständig saniert.

## Kliniken und Institute
Das SRH Klinikum Karlsbad-Langensteinbach hat folgende Fachbereiche:
- Wirbelsäulenchirurgie
- Endoprothetik und Traumatologie
- Neurologie und Frührehabilitation
- Innere Medizin / Angiologie
- Gefäßchirurgie
- Psychiatrie / Psychotherapie
- Radiologie / Neuroradiologie
- Anästhesie und Intensivtherapie.
- Paraplegiologie
- Multimodale Schmerztherapie

Zum Klinikum gehören eine Überregionale Schlaganfalleinheit (Stroke Unit) sowie ein zertifiziertes Gefäßzentrum. Auf dem Gelände des Klinikums befinden sich ein Sanitätshaus und ein Medizinisches Versorgungszentrum für Labordienstleistungen.

## Träger
Seit dem 1. Oktober 1970 gehört das Krankenhaus in Karlsbad zur SRH, welche private Hochschulen, Bildungszentren, Schulen und Krankenhäuser betreibt. Mit knapp 17.000 Mitarbeitern betreut die SRH mehr als eine Million Bildungskunden und Patienten im Jahr und erwirtschaftet einen Umsatz von über einer Milliarde Euro. Dachgesellschaft ist die SRH Holding (SdbR), eine gemeinnützige Stiftung mit Sitz in Heidelberg.

## ÖPNV-Anbindung
- Stadtbahn S11: Hochstetten – Karlsruhe – Bahnhof Langensteinbach – Ittersbach
- Stadtbahn S12: Karlsruhe – Bahnhof Langensteinbach – Ittersbach
- Regionalbus 158: Durlach-Zündhütle – Bahnhof Langensteinbach – SRH-Klinikum (mit Anbindung am Zündhütle an die Straßenbahn-Linie 2 und verschiedene Karlsruher Buslinien)
- Regionalbus 152: Pfinztal-Berghausen – Kleinsteinbach – Bahnhof Langensteinbach – SRH-Klinikum (mit Anbindung an die Stadtbahn S5 am Bahnhof Berghausen)
- Regionalbus 721: Pforzheim-Hauptbahnhof – Bahnhof Langensteinbach – SRH-Klinikum